# Perzijska miniatura
Perzijska miniatura (perzijsko نگارگری ایرانی negârgari Irâni) je majhna perzijska slika na papirju, bodisi knjižna ilustracija ali ločeno umetniško delo, namenjeno za shranjevanje v albumu takšnih del, imenovanem muraqqa. Tehnike so na splošno primerljive z zahodno srednjeveško in bizantinsko tradicijo miniatur v iluminiranih rokopisih. Čeprav obstaja enako dobro uveljavljena perzijska tradicija stenskega slikarstva, je stopnja preživetja in stanje ohranjenosti miniatur boljša, miniature pa so veliko najbolj znana oblika perzijskega slikarstva na Zahodu in številni najpomembnejši primeri so v zahodnih ali turških muzejih. Miniaturno slikarstvo je postalo pomemben žanr v perzijski umetnosti v 13. stoletju, po mongolskih osvajanjih je dobilo kitajski vpliv, najvišjo točko v tradiciji pa je doseglo v 15. in 16. stoletju. Tradicija se je po tem nadaljevala pod vplivom Zahoda in ima številne sodobne predstavnike. Perzijska miniatura je imela prevladujoč vpliv na druge islamske miniaturne tradicije, predvsem na osmansko miniaturo v Turčiji in na mogulsko miniaturo na Indijski podcelini.
Perzijska umetnost pod islamom nikoli ni popolnoma prepovedala človeške figure, v miniaturni tradiciji pa je upodobitev figur, pogosto v velikem številu, osrednja. To je bilo deloma zato, ker je miniatura zasebna oblika, shranjena v knjigi ali albumu in prikazana samo tistim, ki jih lastnik izbere. Zato je bilo mogoče biti bolj svoboden kot pri stenskih slikah ali drugih delih, ki jih vidi širše občinstvo. Ni znano, da bi bili Koran in druga čisto verska dela ilustrirana na ta način, čeprav lahko zgodovine in druga literatura vključujejo prizore, povezane z vero, vključno s tistimi, ki prikazujejo islamskega preroka Mohameda, po letu 1500 običajno brez prikaza obraza.
Poleg figurativnih prizorov v miniaturah, na katere se osredotoča ta članek, je obstajal vzporedni slog nefigurativnega ornamentalnega okrasja, ki so ga našli v robovih in ploščah na miniaturnih straneh ter prostorih na začetku ali koncu dela ali razdelka, in pogosto na celih straneh, ki delujejo kot frontispise. V islamski umetnosti se to imenuje "iluminacija", rokopisi Korana in drugih verskih knjig pa pogosto vključujejo precejšnje število iluminiranih strani. Oblike so odražale sodobno delo v drugih medijih, v kasnejših obdobjih so bili še posebej blizu knjižnim platnicam in perzijskim preprogam, in domneva se, da so številne modele preprog ustvarili dvorni umetniki in jih poslali v delavnice v provincah.
V kasnejših obdobjih so miniature vse pogosteje nastajale kot posamezna dela, ki so bila vključena v albume, imenovane muraqqa, namesto ilustriranih knjig. To je nekraljevim zbirateljem omogočilo, da so si privoščili reprezentativen vzorec del iz različnih stilov in obdobij.

## Slog
Svetla in čista barva perzijske miniature je ena njenih najbolj presenetljivih značilnosti. Običajno so vsi uporabljeni pigmenti na mineralni osnovi, ki ohranjajo svoje svetle barve zelo dobro, če jih hranimo v ustreznih pogojih, glavna izjema je srebro, ki se večinoma uporablja za upodabljanje vode, ki sčasoma oksidira v grobo črno. Konvencije perzijskih miniatur so se počasi spreminjale; obrazi so običajno mladostni in se vidijo v tričetrtinskem pogledu, z debelim zaobljenim spodnjim obrazom, ki je bolj primeren za prikaz tipičnih srednjeazijskih ali kitajskih potez kot pri večini Perzijcev. Osvetlitev je enakomerna, brez senc ali chiaroscura. Stene in druge površine so prikazane bodisi čelno bodisi kot (za sodobne oči) pod kotom približno 45 stopinj, kar sodobnemu gledalcu pogosto daje nenamerni vtis, da je zgradba (recimo) šestkotna v tlorisu. Stavbe so pogosto prikazane v kompleksnih pogledih, mešajo notranje poglede skozi okna ali "vreze" z zunanjimi pogledi na druge dele fasade. Kostumi in arhitektura so vedno tisti iz obdobja.
Pogosto je upodobljenih veliko figur, pri čemer so tiste v glavnem prizoru običajno upodobljene v enaki velikosti, recesija (globina v slikovnem prostoru) pa je označena z umestitvijo bolj oddaljenih figur višje v prostor. Pomembnejše figure so lahko nekoliko večje od tistih okoli njih, prizori bitke pa so lahko res zelo natrpani. Velika pozornost je namenjena ozadju, bodisi pokrajini ali stavbam, detajli in svežina, s katerimi so prikazane rastline in živali, tkanine šotorov, zaves ali preprog, ali vzorci ploščic, pa je ena od velikih privlačnosti forme. Tudi oblačila figur so prikazana zelo skrbno, čeprav se umetniki razumljivo pogosto izogibajo upodobitev vzorčastega blaga, ki so ga mnogi nosili. Živali, predvsem konji, ki se zelo pogosto pojavljajo, so večinoma prikazane od strani; celo ljubezenske zgodbe, ki sestavljajo večino klasičnega ilustriranega gradiva, se v glavnem vodijo v sedlu, kar zadeva princa-protagonista. Pokrajine so zelo pogosto gorate (ravnine, ki sestavljajo večji del Perzije, se redko poskušajo), na to kažejo visoko valovito obzorje in izdanki golih kamnin, ki, kot oblaki na običajno majhnem območju neba, levo nad pokrajino, so upodobljeni v konvencijah, ki izhajajo iz kitajske umetnosti. Tudi ko je prikazan prizor v palači, se pogosto zdi, da je razgledna točka iz točke nekaj metrov v zraku.
Najstarejše miniature so se pojavljale neuokvirjene, vodoravno čez stran na sredini besedila po bizantinskih in arabskih precedensih, v 14. stoletju pa je bil uveden navpični format, morda pod vplivom kitajskih zvitkov. To se uporablja v vseh luksuznih rokopisih za dvor, ki sestavljajo najbolj znane perzijske rokopise, navpična oblika pa narekuje številne značilnosti sloga.
Miniature običajno zasedajo celo stran, kasneje pa so se lahko razširile na dve strani, da ponovno pridobijo kvadratni ali vodoravni "ležeči" format. V območju slike so pogosto plošče z besedilom ali napisi, ki so zaprti v okvir, na koncu iz več črtanih črt s širšim zlatim ali barvnim pasom. Preostali del strani je pogosto okrašen z gostimi vzorci rastlin in živali v utišanem grizaju, pogosto zlatem in rjavem; te obrobe imajo pogosto tudi besedilne strani brez miniatur. V kasnejših rokopisih se elementi miniature začnejo širiti izven okvirja, ki lahko izginejo na eni strani slike ali pa so popolnoma izpuščeni.
Drug poznejši razvoj je bila miniatura albuma, ki je bila zasnovana kot ena slika in ne knjižna ilustracija, čeprav so takšne slike lahko opremljene s kratkimi liričnimi pesmimi. Umik šaha Tahmaspa I. od naročanja ilustriranih knjig v 1540-ih je verjetno spodbudil umetnike, da so prešli na ta cenejša dela za širši krog mecenov. Albume ali muraqqe so zbiralci sestavljali z albumskimi miniaturami, primerki strani kaligrafije in miniaturami, vzetimi iz starejših knjig, ki so jim ob ponovni namestitvi pogosto dodajali obrobne slike. Albumske miniature so običajno prikazovale nekaj figur v večjem merilu, z manj pozornosti na ozadje in so po navadi postale risbe z nekaj odtenki barvnega pranja, namesto v celoti naslikane.
V primeru desno so oblačila v celoti pobarvana, ozadje pa uporablja zlati grizaj slog, ki je bil prej rezerviran za robno dekoracijo, kot v miniaturi na začetku članka. Številni so bili individualni portreti, bodisi uglednih osebnosti (vendar sprva redko portreti vladarjev) bodisi idealiziranih lepih mladostnikov. Drugi so bili prizori zaljubljencev na vrtu ali piknikih. Približno od sredine 16. stoletja so te vrste podob postale prevladujoče, vendar so postopoma upadale v kakovosti in izvirnosti ter se nagibale k konvencionalni lepoti in sentimentalnosti.
Knjige so včasih po večletnem presledku obnavljali in dodajali, dodajali ali delno prebarvali miniature, spreminjali okras obrobe in naredili druge spremembe, ne vse izboljšave. Miniatura Conference of the Birds v spodnji galeriji je dodatek iz leta 1600 k rokopisu, nastalemu več kot stoletje prej, in zdi se, da elementi sloga predstavljajo prizadevanje za ujemanje s prejšnjimi miniaturami v knjigi. Znamenita slika Princi Timurjeve hiše je bila prvič naslikana leta 1550-55 v Perziji za izgnanega mogulskega princa Humajuna, ki je v veliki meri začel tradicijo mogulske miniaturne s tem, da je vzel nazaj perzijske miniaturiste, ko je osvojil prestol. Nato je bila v Indiji dvakrat posodobljena (okoli 1605 in 1628), da bi prikazala poznejše generacije kraljeve hiše. Dimenzije rokopisov so zajemale razpon, ki ni bil podoben tipičnim sodobnim knjigam, čeprav z bolj navpičnim razmerjem; mnogi so bili majhni kot moderna mehka vezava, drugi pa večji. Šah Tamaspova Šahname je bila visoka 47 cm, ena izjemna Šahname iz Tabriza iz okoli leta 1585 je bila visok 53 cm.

## Umetniki in tehnika
V klasičnem obdobju so bili umetniki izključno moški in so bili običajno združeni v delavnice, med katerimi je bila kraljeva delavnica (ne nujno v eni zgradbi) najbolj prestižna, ki je novačila nadarjene umetnike iz bazarskih delavnic v večjih mestih. Narava kraljeve delavnice pa ostaja nejasna, saj je zapisano, da so nekatere rokopise delali v različnih mestih. Vladarji so umetnike pogosto vzeli s seboj na potovanja, vsaj nekateri umetniki so lahko delali po zasebnih naročilih. Tako kot v Evropi so sinovi zelo pogosto sledili očetu v delavnico, vendar so lahko zaposlili fante, ki so pokazali talent iz katerega koli okolja; vsaj en ugleden slikar se je rodil kot suženj. Bilo je nekaj visoko uvrščenih ljubiteljskih umetnikov, vključno s šahom Tahmaspom I. (vladal 1524–1576), ki je bil tudi eden največjih pokroviteljev miniatur. Perzijske umetnike so zelo iskali drugi islamski dvori, zlasti iz Osmanskega in Mogulskega cesarstva, katerih lastne tradicije miniatur so temeljile na perzijskem slikarstvu, vendar so razvile precej različne sloge. 
Delo je bilo pogosto razdeljeno med glavnega slikarja, ki je risal obrise, in nekaj starejših slikarjev, ki so barvali risbo. Vsaj v mogulskih miniaturah bi lahko tretji umetnik naredil samo obraze. Potem so tu morda obrobne slike; v večini knjig, ki jih uporabljajo, so to daleč največja površina naslikanega materiala, saj se pojavljajo tudi na straneh z besedilom. Miniature v knjigi so bile pogosto razdeljene med različne umetnike, tako da najboljši rokopisi predstavljajo pregled najboljših del tega obdobja. Pisarji ali kaligrafi so bili običajno različni ljudje, ki so na splošno imeli precej višji status kot umetniki – njihova imena bodo bolj verjetno navedena v rokopisu.
Kraljevi knjižničarji so verjetno imeli pomembno vlogo pri vodenju naročil; obseg neposredne vpletenosti samega vladarja običajno ni jasen. Pisci so najprej napisali glavno besedilo, pri čemer so pustili prostor za miniature, verjetno so z umetnikom in knjižničarko izdelali načrt za te. Knjižne platnice so bile bogato okrašene tudi za luksuzne rokopise in kadar imajo tudi figurativne prizore, so to verjetno uporabljene risbe istih umetnikov, ki so ustvarjali miniature. Papir je bil običajen material za strani, za razliko od pergamenta, ki se je običajno uporabljal v Evropi, dokler je trajala tradicija iluminiranih rokopisov. Papir je bil zelo poliran in če mu niso dali pobarvane obrobe, so lahko bile obarvane z zlatimi lističi.
Edinstveno preživetje iz obdobja Timuridov, ki so ga našli "neopaznega" v muraqqi v palači Topkapi, naj bi bilo poročilo za Bajsunghurja od njegovega knjižničarja. Po kratkem in vznemirljivem uvodu: »Peticija najponižnejših služabnikov kraljeve knjižnice, katerih oči tako pričakujejo prah s kopit kraljevskega konja, kot ušesa tistih, ki se postijo, čakajo na krik Allahu akbar ...« se nadaljuje z zelo poslovnimi in podrobnimi opombami o tem, kaj je vsak od petindvajsetih imenovanih umetnikov, pisarjev in obrtnikov počel v obdobju morda enega tedna: »Amir Khalil je končal valove v dveh morskih prizorih Gulistana in bodo začeli nanašati barve... Vsi slikarji delajo na slikanju in niansiranju petinsedemdesetih šotorskih drogov ... Mawlana Ali oblikuje frontispisno osvetlitev za Šahnamo. Nekaj časa so ga bolele oči. dni.« Poleg knjižne umetnosti se omenjajo načrti za izdelovalce šotorov, keramičarjev, lesarstvo in sedlarstvo ter napredek "begimove skrinje".

## Zgodovina
Starodavna perzijska religija manihejstvo je precej uporabljala podobe; ne samo, da je bil ustanovni prerok Mani (ok. 216–276) poklicni umetnik, vsaj po kasnejšem islamskem izročilu, ampak je eno od svetih knjig vere, Arzhang, ilustriral sam prerok, katerega ilustracije (verjetno v bistvu kozmološki diagrami in ne slike s figurami) so veljali za del svetega materiala in so bili vedno kopirani z besedilom. Žal je bila religija močno potlačena od sasanidskem obdobju in naprej, tako da so preživeli le drobni drobci manihejske umetnosti. Ti so nedvomno vplivali na nadaljevanje perzijske tradicije, vendar je le malo mogoče reči o tem, kako. Znano je tudi, da so imele sasanidske palače stenske poslikave, vendar so se od njih ohranili le drobci.
V lončenini so pripovedni prizori, čeprav je težko oceniti, kako se ti nanašajo na izgubljeno sodobno knjižno slikarstvo. Nedavne študije so ugotovile, da je bila človeška figurativna umetnost, čeprav so preživeli zgodnji primeri zdaj neobičajni, stalna tradicija v islamskih deželah v posvetnih kontekstih (kot so literatura, znanost in zgodovina); že v 9. stoletju je taka umetnost cvetela v času abasidskega kalifata (ok. 749-1258, po Španiji, Severni Afriki, Egiptu, Siriji, Turčiji, Mezopotamiji in Perziji).
Veliko obdobje perzijske miniature se je začelo, ko je Perziji vladala vrsta tujih dinastij, ki so prihajale z vzhoda in severa. Travmatična mongolska invazija leta 1219 je ustanovila Ilkanat kot vejo mongolskega cesarstva in kljub velikemu uničenju življenja in premoženja je nov dvor spodbudil slikanje knjig, saj je uvažal številna kitajska dela in verjetno umetnike s svojimi tradicijami pripovednega slikarstva. Ilkanidi so se še naprej selili med poletnimi in zimskimi palačami, kar je skupaj z drugimi potovanji zaradi vojn, lova in administracije naredilo prenosno obliko ilustrirane knjige najprimernejše sredstvo za slikanje, kot je bila tudi za mobilne evropske srednjeveške vladarje. Velika mongolska Šahname, ki je zdaj razpršena, je izjemen rokopis tega obdobja.
Po letu 1335 se je Ilkanat razdelil na več sprtih dinastij, ki jih je vse pretresla nova Timurjeva invazija iz leta 1381. Ustanovil je dinastijo Timuridov, ki so prinesli nov val kitajskega vpliva. Leta 1452 so jih zamenjali Turkmeni Kara Kojunlu, ki so jim sledili Turkmen  Ak Kojunlu leta 1468, ki jih je do leta 1501 zamenjala dinastija Safavidov; vladali so do leta 1722. Po kaotičnem obdobju je nadzor prevzel Nader Šah, vendar dolgožive dinastije ni bilo do dinastije  Kadžar, ki je vladala od 1794 do 1925.
Šele v 14. stoletju se je začela praksa naročanja ilustriranih izvodov klasičnih del perzijske poezije, predvsem Firduzijeva Šahname (940-1020) in Kamsa Nizamija, ki naj bi vsebovala veliko najboljših miniatur. Prejšnje knjižne ilustracije del v arabščini in perzijščini so bile koncentrirane v praktičnih in znanstvenih razpravah, ki so pogosto sledile na več odmikih bizantinskih miniatur, kopiranih ob prevajanju starogrških knjig. Vendar pa je razcvet arabsko ilustriranih literarnih rokopisov v 14. stoletju v Siriji in Egiptu konec stoletja propadel, tako da je Perzija ostala nesporno vodilna v ilustraciji islamskih knjig. Veliko najboljših miniatur iz zgodnjih rokopisov je bilo v kasnejših stoletjih umaknjenih iz knjig in prenesenih v albume, od katerih jih je nekaj zdaj v Carigradu; to otežuje sledenje umetnostne zgodovine tega obdobja.
Miniature iz obdobja Safavidov in poznejših obdobij so veliko pogostejše kot zgodnejše, a čeprav nekateri raje uporabljajo preprostejšo eleganco zgodnjega 15. in 16. stoletja, se večina umetnostnih zgodovinarjev strinja, da vidijo dvig kakovosti do sredine 16. stoletja, ki je dosegel vrhunec v vrsti vrhunskih kraljevih naročil safavidskega dvora, kot je Šahname Šaha Tahmaspa I. (ali Houghton Shahnameh). V 1540-ih letih je prišlo do krize, ko je šah Tahmasp I., ki je bil prej mecen v velikem obsegu, prenehal naročati dela in očitno izgubil zanimanje za slikarstvo. Nekateri njegovi umetniki so odšli na dvor njegovega nečaka Ibrahima Mirze, guvernerja Mašada od leta 1556, kjer je bilo kratek razcvet slikarstva, dokler se leta 1565 šah ni sprijaznil s svojim nečakom, vključno s Haft Avrang. Drugi umetniki so šli na dvor Mogulov. Po tem število rokopisnih naročil ilustriranih knjig upada, tradicija pa zapade v pretirano prefinjenost in zaton.
Tabriz na severozahodu Irana je najdaljše uveljavljeno proizvodno središče, Bagdad (takrat pod perzijsko oblastjo) pa je bil pogosto pomemben. Širaz na jugu, včasih prestolnica podvladarja, je bil središče v poznem 14. stoletju, Herat, zdaj v Afganistanu, pa je bil pomemben v obdobjih, ko je bil nadzorovan iz Perzije, zlasti ko je bil timuridski princ Bajsonqor guverner v 1420-ih letih; takrat je bil vodilni pokrovitelj v Perziji, naročil je Šahname in druga dela. Vsako središče je razvilo svoj slog, ki je bil v veliki meri usklajen in združen pod Safavidi.
Šole v Heratu, kjer so bile običajno timuridske kraljeve delavnice, so razvile slog klasične zadržanosti in elegance, slikarji iz Tabriza pa bolj ekspresiven in domiseln slog. Tabriz je bil nekdanja prestolnica turkmenskih vladarjev, v zgodnjem obdobju Safavidov pa so se slogi postopoma usklajevali v delih, kot je Šahname šaha Tahmaspa. Toda znamenita nedokončana miniatura, ki prikazuje Rustama, ki spi, medtem ko se njegov konj Rakš bori z levom, je bila verjetno narejena za ta rokopis, vendar nikoli ni bila dokončana in vezana, morda zato, ker njen živahni slog Tabriza ni bil všeč Tahmaspu. Zdi se, da je avtor Sultan Mohammad, čigar kasnejša dela v rokopisu kažejo slog, prilagojen dvornemu slogu Bizhada. Zdaj je v Britanskem muzeju.

## Kitajski vplivi
Preden je bil uveden kitajski vpliv, so bile figure vezane na linijo tal in vključevale "enobarvna ozadja" ali v "jasnem skladu z avtohtonimi umetniškimi tradicijami". Vendar pa so perzijski slikarji, ki so bili nekoč pod vplivom Kitajcev, pridobili veliko več svobode s kitajskimi tradicijami "neomejenega prostora in neskončnih ravnin". Velik del kitajskega vpliva v perzijski umetnosti je verjetno posreden, ki se je prenašal preko Srednje Azije. Zdi se, da ni bilo perzijskih miniatur, ki bi bile očitno delo kitajskega umetnika ali tistega, ki se je izobraževal v sami Kitajski. Najprestižnejša kitajska slikarska tradicija, literarnega krajinskega slikanja na zvitkih, ima malo vpliva; namesto tega so najbližje vzporednice s stenskimi slikami in motivi, kot so oblaki in zmaji, ki jih najdemo v kitajski lončenini, tekstilu in drugih dekorativnih umetnostih. Sta pa oblika in kompozicija perzijske miniature močno vplivali na kitajske slike.
Ilkanatski vladarji se več desetletij niso spreobrnili v islam, in ostali tantrični budisti ali kristjani (običajno nestorijanci). Čeprav je zdaj ostalo zelo malo sledi, so bile budistične in krščanske podobe v tem obdobju verjetno zlahka dostopne perzijskim umetnikom. Zlasti v Ilkanidskih in timuridskih mongolsko-perzijskih mitoloških miniaturah so bile mitske zveri qilin, fenghuang (feniks), bixie in kitajski zmaj upodobljene v slogu, ki je blizu kitajskemu, čeprav imajo v islamski umetnosti veliko bolj agresiven značaj in jih pogosto vidimo med seboj ali z naravnimi zveri.

## Pomembni perzijski miniaturisti
Delavniška tradicija in delitev dela tako znotraj posamezne miniature kot knjige, kot je opisano zgoraj, otežuje atribucijo slik. Nekatere so vpisane z imenom umetnika, včasih kot del same slike, na primer kot naslikane na ploščicah v stavbi, pogosteje pa kot opomba, dodana na strani ali kje drugje; kje in kdaj je pogosto negotovo. Zaradi narave del literarne in zgodovinske reference na umetnike, tudi če se nanje zanašajo, običajno ne omogočajo prepoznavanja določenih slik, čeprav obstajajo izjeme. Ugled Kamāla ud-Dīna Behzāda Herawīja ali Behzāda, vodilnega miniaturista poznega timuridskega obdobja in ustanovitelja safavidske šole, je ostal najvišji v perzijskem svetu in vsaj nekaj njegovih del in sloga je mogoče prepoznati. z določeno mero zaupanja, kljub številni stalni znanstveni razpravi.[40]
Sultan Mohammed, Mir Sayyid Ali in Aqa Mirak so bili vodilni slikarji naslednje generacije, safavidskega vrhunca klasičnega sloga, katerih pripisana dela najdemo skupaj v več rokopisih. Abd al-Samad je bil eden najuspešnejših perzijskih slikarjev, ki so ga zaposlili mogulski cesarji za delo v Indiji. V naslednji generaciji je Reza Abbasi deloval v poznem safavidskem obdobju in je ustvarjal predvsem albumske miniature, njegov slog pa so nadaljevali številni poznejši slikarji. V 19. stoletju so miniature Abu'l-Hasana Khan Gaffarija (Sani ol molk), dejavnega pod Kadžari v Perziji, pokazale izvirnost, naturalizem in tehnično popolnost. Mahmoud Farshchian je sodobni miniaturist, katerega slog je razširil obseg te umetnosti.

## Nesnovna kulturna dediščina
Leta 2020 je Unesco umetnost miniature vpisal na svoj Reprezentativni seznam nesnovne kulturne dediščine človeštva na nominacijo štirih držav, v katerih je pomemben element njihove kulture: Azerbajdžan, Iran, Turčija in Uzbekistan.
Predlagatelji so v utemeljitvi za vpis na seznam poudarili, da »vzorci miniature na slikovit način predstavljajo prepričanja, svetovne nazore in življenjske sloge ter so z islamskim vplivom dobili tudi nov značaj. Čeprav so med njimi slogovne razlike, umetnost miniature, kot jo izvajajo države pogodbenice predlagateljice, ima skupne ključne značilnosti. V vseh primerih gre za tradicionalno obrt, ki se običajno prenaša prek odnosov med mentorjem in vajencem (neformalno izobraževanje) in velja za sestavni del družbene in kulturne identitete vsake družbe«.

## Galerija
- Tabriz, c.1370, Ugrabitev Zal, Simurgh'
- Bahram Gur ubija zmaja, v Šahname 1371, Širaz, z zelo kitajskim zmajem
- Stran iz turkmenske "Šahname", provinca Gilan, 1494
- Kamāl ud-Dīn Behzād Nasvet asketa, ok. 1500-1550
- Prizor iz kopališča, Behzād
- Rustam spi, njegov konj Rakš pa se brani tigra.  Morda zel zgodnje delo Sultana Mohammeda, 1515–20
- Fereydun v podobi zmaja preizkuša svoje sinove", iz Šahname Šaha Tahmaspa, pripisano Aqa Miraku, ok. 1525-35
- Kozrav odkrije Širin, ki se kopa v bazenu, najljubši prizor, tukaj iz 1548
- Poezija, vino in vrtovi so pogosti elementi poznejših del - 1585
- Prizor iz Attarjeve Konference ptic, naslikan ok. 1600
- Mladenič bere, 1625-6, Reza Abbasi
- Princ Muhammad-Beik iz Gruzije - Reza Abbasi, 1620
- Ilustracija Tisoč in ene noči, Sani ol molk, Iran, 1853

## V popularni kulturi
Perzijske miniature so omenjene v romanu Orhana Pamuka Moje ime je rdeče.
Henrija Matissa je navdihnila perzijska miniatura. Leta 1910 je obiskal razstavo perzijskih miniatur in preprog v Münchnu in ugotovil: »Perzijske miniature so mi pokazale možnost mojih občutkov. Ta umetnost je imela naprave, ki so predlagale večji prostor, resnično plastičen prostor. Pomagalo mi je, da sem se oddaljil od intimnega slikanje.«